# Morti nel 1549
| Questa pagina contiene informazioni ricavate automaticamente dalle voci biografiche con l'ausilio del template Bio e di un bot. L'aggiornamento è periodico e automatico e ricostruisce completamente la pagina. Se manca una persona in questa lista, sei pregato di non aggiungerla, ma accertati piuttosto che la sua voce biografica contenga il template Bio e che i dati anagrafici siano correttamente compilati. Se il template Bio manca, inseriscilo tu stesso o, in alternativa, metti l'avviso {{tmp\|Bio}} che ne segnala la mancanza. Se i dati riportati sono sbagliati, correggi direttamente la voce biografica; le modifiche saranno visibili in questa lista entro pochi giorni. Per chiarimenti vedi il progetto biografie. La lista contiene solo le 59 persone che sono citate nell'enciclopedia e per le quali è stato implementato correttamente il template Bio. Pagina aggiornata al 31 ago 2024. |

## Gennaio(4)
- 18 gennaio - Evangelista da Pian di Meleto, pittore italiano
- 22 gennaio - Giorgio Andreasi, vescovo cattolico italiano (n. 1467)
- 22 gennaio - Giovanni Maria Tolosani, teologo italiano
- 28 gennaio - Elia Levita, poeta e grammatico tedesco (n. 1469)

## Febbraio(5)
- 1º febbraio - Melchior Lotter, tipografo e editore tedesco
- 3 febbraio - Sri Suriyothai,  siamese
- 4 febbraio - Hermann von Brüggenei (n. 1475)
- 14 febbraio - Uberto Gambara, cardinale e vescovo cattolico italiano (n. 1489)
- 15 febbraio - Il Sodoma, pittore italiano (n. 1477)

## Marzo(3)
- 14 marzo - Lorenzo Cybo, sovrano italiano (n. 1500)
- 20 marzo - Thomas Seymour, I barone Seymour di Sudeley, nobile inglese
- 25 marzo - Veit Dietrich, teologo tedesco (n. 1506)

## Aprile(3)
- 3 aprile - Matsudaira Hirotada, militare giapponese (n. 1526)
- 3 aprile - Ascanio Parisani, cardinale e vescovo cattolico italiano
- 15 aprile - Cristina di Sassonia, nobile tedesca (n. 1505)

## Maggio(1)
- 1º maggio - Angelo Colocci, vescovo cattolico italiano (n. 1474)

## Luglio(1)
- 19 luglio - Aloisio Gonzaga, condottiero italiano (n. 1494)

## Agosto(3)
- 11 agosto - Ottone I di Brunswick-Harburg, nobile tedesco (n. 1495)
- 14 agosto - Filiberto Ferrero, cardinale, vescovo cattolico e diplomatico italiano (n. 1500)
- 30 agosto - Fra Damiano da Bergamo, intarsiatore e religioso italiano

## Settembre(1)
- 21 settembre - Benedetto Accolti il Giovane, cardinale e arcivescovo cattolico italiano (n. 1497)

## Ottobre(2)
- 20 ottobre - Trifone Gabriel, umanista italiano (n. 1470)
- 27 ottobre - Maria di Albret, nobile francese (n. 1491)

## Novembre(6)
- 4 novembre - Bartolomeo Guidiccioni, cardinale e vescovo cattolico italiano (n. 1470)
- 10 novembre - Papa Paolo III, papa, vescovo cattolico e cardinale italiano (n. 1468)
- 15 novembre - Pallavicino Visconti, vescovo cattolico e condottiero italiano (n. 1498)
- 17 novembre - Iacopo Meleghino, economista e architetto italiano (n. 1480)
- 23 novembre - Francesco di Brunswick-Lüneburg, nobile tedesco (n. 1508)
- 26 novembre - Henry Somerset, II conte di Worcester, nobile inglese (n. 1496)

## Dicembre(2)
- 19 dicembre - Ennio Filonardi, cardinale e vescovo cattolico italiano (n. 1466)
- 21 dicembre - Margherita d'Angoulême, scrittrice e poetessa francese (n. 1492)

## Senza giorno specificato(28)
- Giovanni da Mel, pittore italiano
- Martinillo, traduttore peruviano (n. 1518)
- Osvaldo I di Zurlauben, generale svizzero
- Antonio Abbondi, architetto e scultore italiano
- Agostino Beaziano, umanista e poeta italiano
- William Benson, religioso inglese
- Domenico da Cortona, architetto e intagliatore italiano (n. 1465)
- Daniel Bomberg, tipografo e mercante d'arte fiammingo
- Aelbrecht Bouts, pittore fiammingo (n. 1455)
- Idelette de Bure,  olandese (n. 1509)
- Diego Centeno, militare spagnolo (n. 1514)
- Juan Fernández de Heredia, poeta e commediografo spagnolo (n. 1480)
- Luigi I Gonzaga di Palazzolo, militare e letterato italiano
- Paullu Inca, principe inca (n. 1518)
- Pietro Isabello, architetto italiano
- Giovanni Mazzuoli, letterato italiano (n. 1480)
- Antonio III Moncada, nobile, politico e militare italiano
- Arakida Moritake, scrittore giapponese (n. 1473)
- Alfonso Pérez de Guzmán, V duca di Medina Sidonia, nobile
- Diego Sánchez de Badajoz, scrittore portoghese (n. 1479)
- Lorenzo di Filippo Strozzi, scrittore e politico italiano (n. 1482)
- Andrés de Vega, teologo spagnolo (n. 1498)
- Jacob Ziegler, cartografo, geografo e teologo tedesco
- Ahmad al-Wattasi, sultano marocchino
- Antonio da Castello, ingegnere militare italiano
- Francesco da Jesi, religioso italiano (n. 1470)
- Philippe II de Croÿ, nobile belga (n. 1496)
- Michelle de Saubonne, umanista francese